# Miejski Zakład Komunalny w Głownie
Miejski Zakład Komunalny w Głownie – zakład budżetowy miasta Głowna. Zajmuje się administrowaniem nieruchomościami komunalnymi, oczyszczaniem miasta, wywozem nieczystości płynnych, obsługuje Miejski Ośrodek Sportu i Rekreacji oraz linię komunikacji miejskiej.

## Historia
Przedsiębiorstwo Gospodarki Komunalnej i Mieszkaniowej w Głownie zostało powołane uchwałą Miejskiej Rady Narodowej w Głownie nr 41/IX/89 z 30 listopada 1989 roku jako przedsiębiorstwo państwowe. Z momentem wejścia w życie Ustawy z 10 maja 1990 roku Przepisy wprowadzające ustawę o samorządzie terytorialnym..., PGKiM stało się przedsiębiorstwem komunalnym. 18 grudnia 1991 roku przedsiębiorstwo zostało przekształcone w spółkę z ograniczoną odpowiedzialnością.
W 1994 roku spółkę PGKiM przekształcono w zakład budżetowy o nazwie Miejski Zakład Gospodarki Komunalnej i Mieszkaniowej. Zgodnie z uchwałą Rady Miejskiej, do zadań MZGKiM należały wówczas:
- dostawa wody i odprowadzanie ścieków,
- eksploatacja oczyszczalni ścieków,
- przewóz osób komunikacją miejską,
- wywóz nieczystości stałych i płynnych,
- dostawa gazu bezprzewodowego,
- usługi pogrzebowe i cmentarne,
- administrowanie komunalnymi domami mieszkalnymi, obiektami i lokalami użytkowymi,
- konserwacja i zakładanie terenów zielonych,
- konserwacja i zakładanie cmentarzy komunalnych,
- budowa urządzeń komunalnych,
- oczyszczanie ulic i placów miasta,
- eksploatacja i konserwacja wysypiska śmieci,
- instalacja urządzeń wodno-kanalizacyjnych i gazownictwa bezprzewodowego,
- świadczenie usług remontowych na rzecz lokatorów,
- świadczenie innych usług remontowych na rzecz lokatorów,
- świadczenie innych usług, robót drogowych i remontowo-montażowych,
- prowadzenie sklepu zakładowego.

W 1997 roku z ówczesnego MZGKiM wyodrębniono część odpowiedzialną za dostarczanie wody oraz odbiór i oczyszczanie ścieków, z której utworzono nowy zakład budżetowy – Miejski Zakład Wodociągów i Kanalizacji. Z pozostałej części powstał zakład budżetowy o obowiązującej do dziś nazwie Miejski Zakład Komunalny. MZK przydzielono wykonywanie następujących zadań:
- administrowanie powierzonymi zasobami komunalnymi,
- ewidencja zasobów komunalnych,
- eksploatacja komunalnych zasobów mieszkaniowych,
- gospodarowanie lokalami użytkowymi,
- eksploatacja, remonty i modernizacja kotłowni komunalnych i sieci cieplnych,
- utrzymywanie stanu technicznego zasobów komunalnych na poziomie umożliwiającym prawidłowe wykorzystywanie; wykonywanie i organizowanie napraw, konserwacji i remontów oraz modernizacji zasobów komunalnych,
- pobieranie, rozliczanie czynszów i opłat od najemców lokali mieszkalnych i użytkowych,
- przewóz osób komunikacją miejską,
- usługi transportowe,
- prowadzenie sprzedaży gazu płynnego propan-butan,
- instalowanie urządzeń gazownictwa bezprzewodowego,
- wywóz nieczystości stałych i płynnych oraz utrzymywanie miasta w czystości,
- eksploatacja miejskiego wysypiska śmieci,
- urządzanie i utrzymywanie miejskich terenów zielonych, pielęgnacja lasu miejskiego,
- wykonywanie usług pogrzebowych, utrzymywanie cmentarza komunalnego,
- budowa urządzeń komunalnych.

Większość z wymienionych zadań MZK wykonuje do dziś. Zadania związane z dostawą gazu propan-butan i wykonywaniem usług pogrzebowych zostały przejęte przez prywatne firmy. W związku z obowiązującą od 2013 roku Ustawą o utrzymaniu porządku w gminach, zadania związane z wywozem nieczystości stałych są przez miasto zlecane na drodze przetargu prywatnym firmom, które wykonują je we współpracy z MZK.

## Tabor autobusowy
Do 22 lutego 1991 roku obsługę komunikacji miejskiej w Głownie zapewniało przedsiębiorstwo państwowe MPK w Łodzi. Od 25 lutego 1991 zadanie to przejął samorząd Głowna. Wykonywanie przewozów powierzono ówczesnemu PGKiM, poprzednikowi obecnego MZK. 
Obecnie MZK w Głownie dysponuje trzema autobusami.
| Nazwa autobusu      | Liczba | Od dnia/roku | Uwagi |
| ------------------- | ------ | ------------ | ----- |
| Ford Transit        | 1      | 2004         |       |
| Isuzu Novociti Life | 2      | 2020         |       |

### Tabor historyczny
Dawniej w ramach komunikacji miejskiej w Głownie kursowały 4 autobusy.
| Nazwa autobusu     | Liczba | Od dnia/roku  | Do dnia/roku | Uwagi                                                                            |
| ------------------ | ------ | ------------- | ------------ | -------------------------------------------------------------------------------- |
| Autosan H7-20.05   | 1      | 2016          | 2020         |                                                                                  |
| Autosan H9-35      | 1      |               | 2012/2013    | W roku szkolnym 2008/2009 kursował również jako autobus szkolny w gminie Głowno. |
| Ikarus 260.04      | 1      | 25 marca 1996 |              |                                                                                  |
| Mercedes-Benz O100 | 1      | 2006          | 2019         |                                                                                  |

W 2015 roku MZK testowało autobus elektryczny AMZ CitySmile CS8,5E.